# أسماك لحائية
الأسماك اللحائية (الاسم العلمي: Chlamydoselachus)، جنس من أسماك القرش والعضو الوحيد الموجود في فصيلة اللحائيات، في رتبة الخانقات. يحتوي على نوعين موجودة (حيّة) وعدة أنواع منقرضة. أكثر الأنواع المعروفة التي لا تزال على قيد الحياة هو القرش المزركش (Chlamydoselachus anguineus). يُعرف باسم الحفرية الحية، جنبًا إلى جنب مع Chlamydoselachus africana، المعروف أيضًا باسم القرش الجنوب أفريقي المزركش، والذي يوجد فقط على طول المناطق الساحلية في جنوب إفريقيا. النوعان الوحيدان الموجودان من هذا الجنس تعيش في أعماق البحار التي يضعف عادة وجودها في المناطق القريبة من السطح.

## الأنواع
- قرش مكشكش جنوب أفريقي Ebert & Compagno, 2009 (Southern African frilled shark)
- قرش مزركش Garman, 1884 (frilled shark)
- †Chlamydoselachus bracheri Pfeil, 1983
- †Chlamydoselachus fiedleri Pfeil, 1983
- †Chlamydoselachus garmani Welton, 1983
- †Chlamydoselachus goliath Antunes & Cappetta, 2002
- †Chlamydoselachus gracilis Antunes & Cappetta, 2002
- †Chlamydoselachus keyesi Mannering & Hiller, 2008
- †Chlamydoselachus landinii Carrillo-Briceño, Aguilera & Rodriguez, 2014
- †Chlamydoselachus lawleyi Davis, 1887
- †Chlamydoselachus tatere Consoli, 2008
- †Chlamydoselachus thomsoni Richter & Ward, 1990
- †Chlamydoselachus tobleri Leriche, 1929